# Девід Нішам
Девід Нішам (англ. David Neesham, 18 вересня 1946) — австралійський ватерполіст.
Учасник Олімпійських Ігор 1972, 1976, 1980 років.